# Ataenius gruneri
Ataenius gruneri är en skalbaggsart som beskrevs av Fortuné Chalumeau 1979. Ataenius gruneri ingår i släktet Ataenius och familjen Aphodiidae. Inga underarter finns listade.